# 드마커스 커즌스
드마커스 어미어 커즌스(영어: DeMarcus Amir Cousins, 1990년 8월 13일 ~ )는 미국의 농구 선수로 포지션은 센터이다. 2010년 NBA 드래프트 1라운드 전체 5순위로 새크라멘토 킹스에 입단하였다. 2019년, 로스앤젤레스 레이커스로 자리를 잡아 선수 생활을 이어가던 중 전방십자인대 파열 부상을 당해 레이커스에서 방출되었다. 2020년, 재활 훈련을 마치고 휴스턴 로키츠에서 프리 시즌 시범 경기와 트레이닝 캠프에 참여할 수 있는 트레이닝 캠프 계약을 맺었다. 시범 경기에서 좋은 모습을 보여준 덕에 비보장 계약으로 전환되었고, 현재 푸에르토리코 리그 메츠 데 과이나보의 센터로 활동하고 있다.